# Mette Gjerskov
Mette Gjerskov (Gundsø, 28 luglio 1966 – 12 giugno 2023) è stata una politica danese, esponente dei Socialdemocratici.

## Biografia
Nata a Gundsø, studiò agronomia all'Università Reale di veterinaria e agraria (oggi parte dell'Università di Copenaghen).

### Carriera politica
Dal 1995 al 2004 lavorò come funzionaria pubblica all'interno del ministero dell'agricoltura. Candidatasi poi alle elezioni del 2005, risultò eletta come parlamentare per la circoscrizione di Roskilde. Due anni dopo venne riconfermata membro del Folketing per la circoscrizione di Selandia.
Alle elezioni del 2011, nelle quali fu anche riconfermata, vinse il partito Venstre, seguito poi dai Socialdemocratici. A seguito di ciò venne nominata dalla Ministra di Stato Helle Thorning-Schmidt ministra dell'alimentazione, dell'agricoltura e della pesca, carica che assunse dal 3 ottobre 2011.
Rimase in carica fino al 9 agosto 2013, quando, a seguito di un rimpasto, uscì dal governo. Nello stesso anno diventò vicepresidente del gruppo parlamentare socialdemocratico, restando in carica fino al 2015.
Venne confermata nuovamente al Folketing anche alle elezioni del 2015, in quelle del 2019 e in quelle del 2022.

### Morte
Mette Gjerskov morì il 12 giugno 2023, all'età di 56 anni, a causa di un'infiammazione nervosa.